# Église Notre-Dame de Labessette
L'église Notre-Dame de l'Assomption de Labessette est une église catholique française située à Labessette, dans le Puy-de-Dôme.

## Localisation
L'église est située en Artense, au centre du village de Labessette.

## Description
L'église est de style roman, elle se compose d'une nef voûtée d'un berceau en bois, d'un avant-chœur voûté et d'une abside.

## Historique
L'édifice a été inscrit au titre des monuments historiques le 8 février 1926.

## Galerie

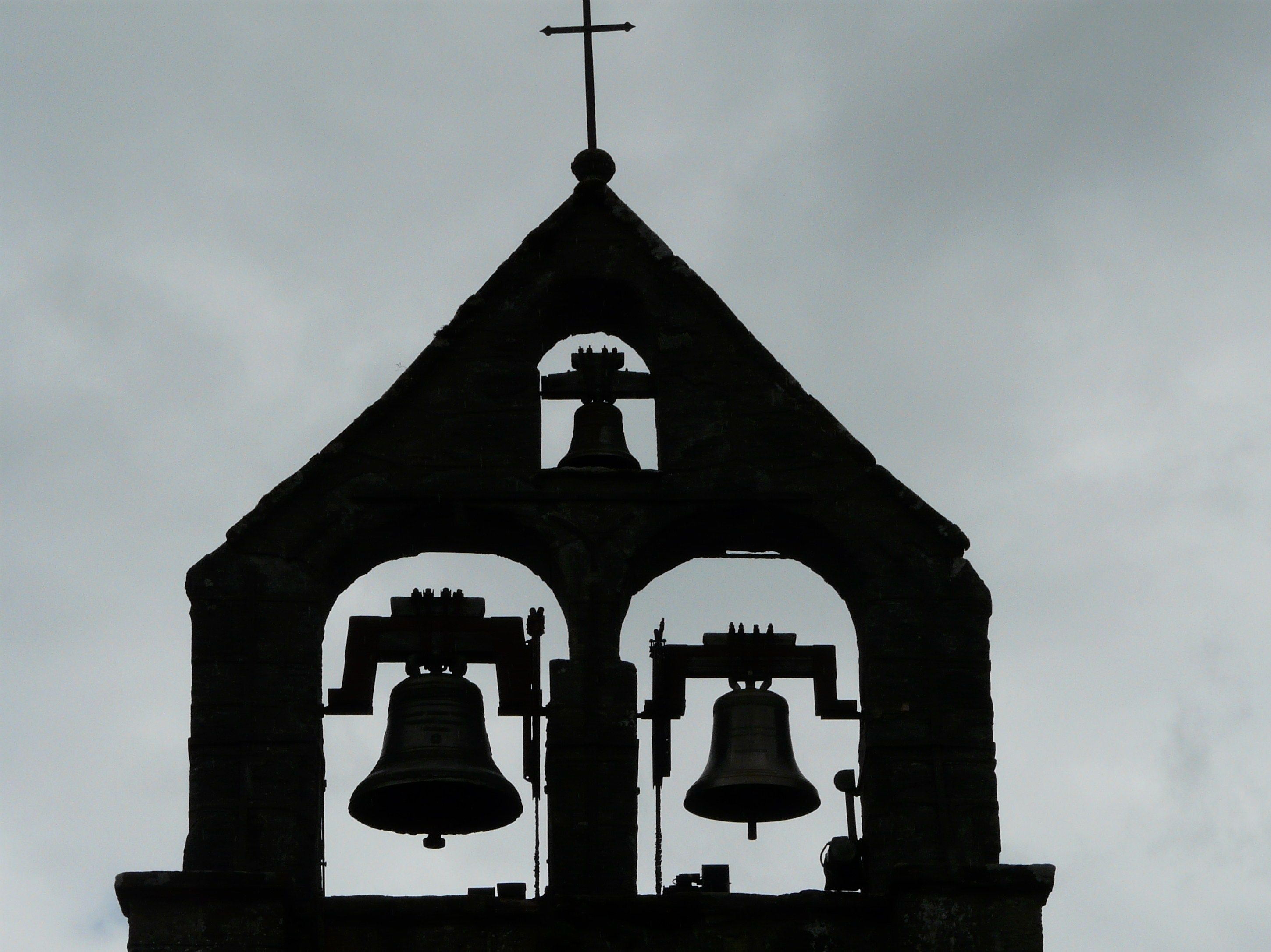
Clocher-mur.
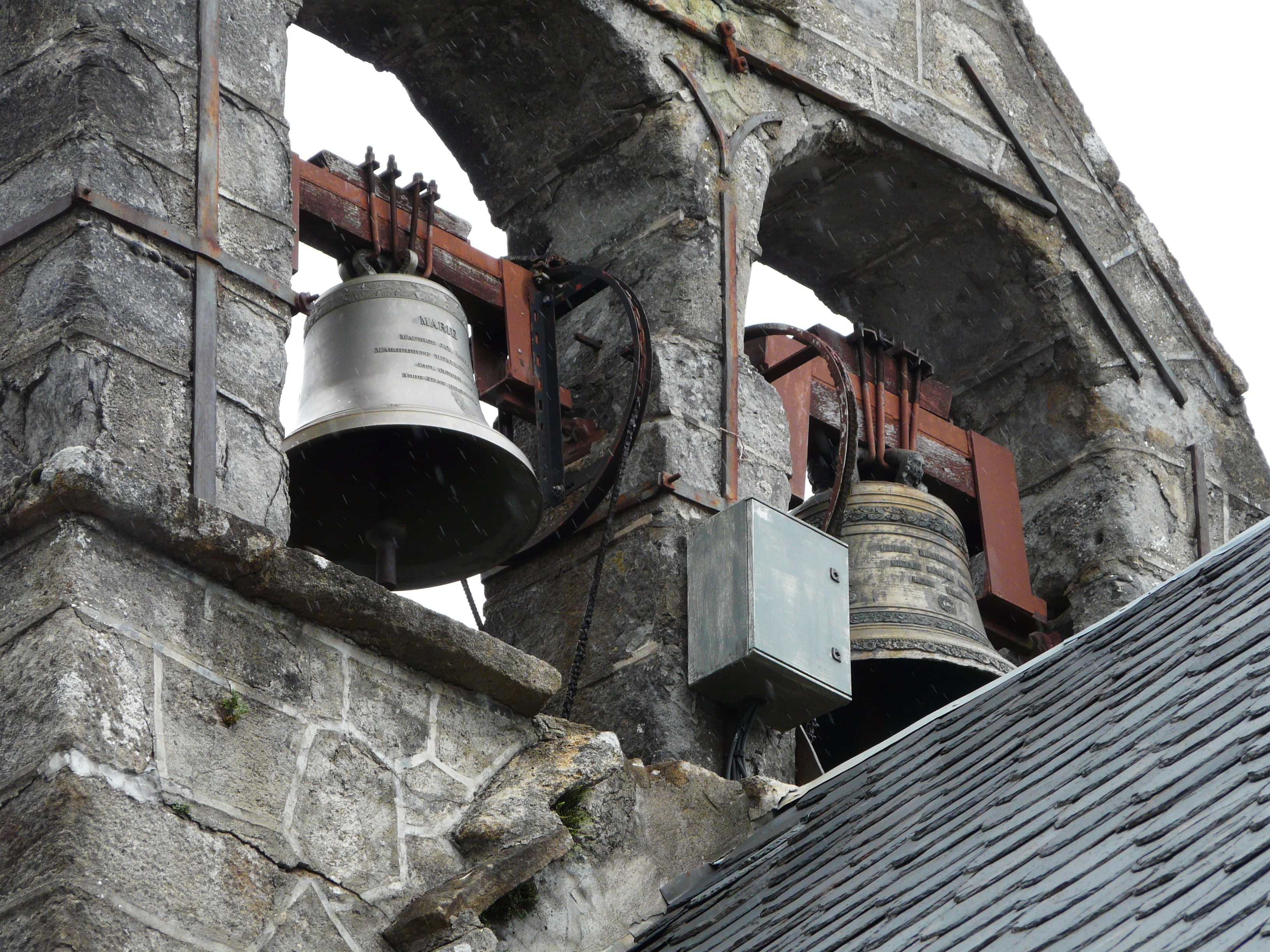
Cloches.
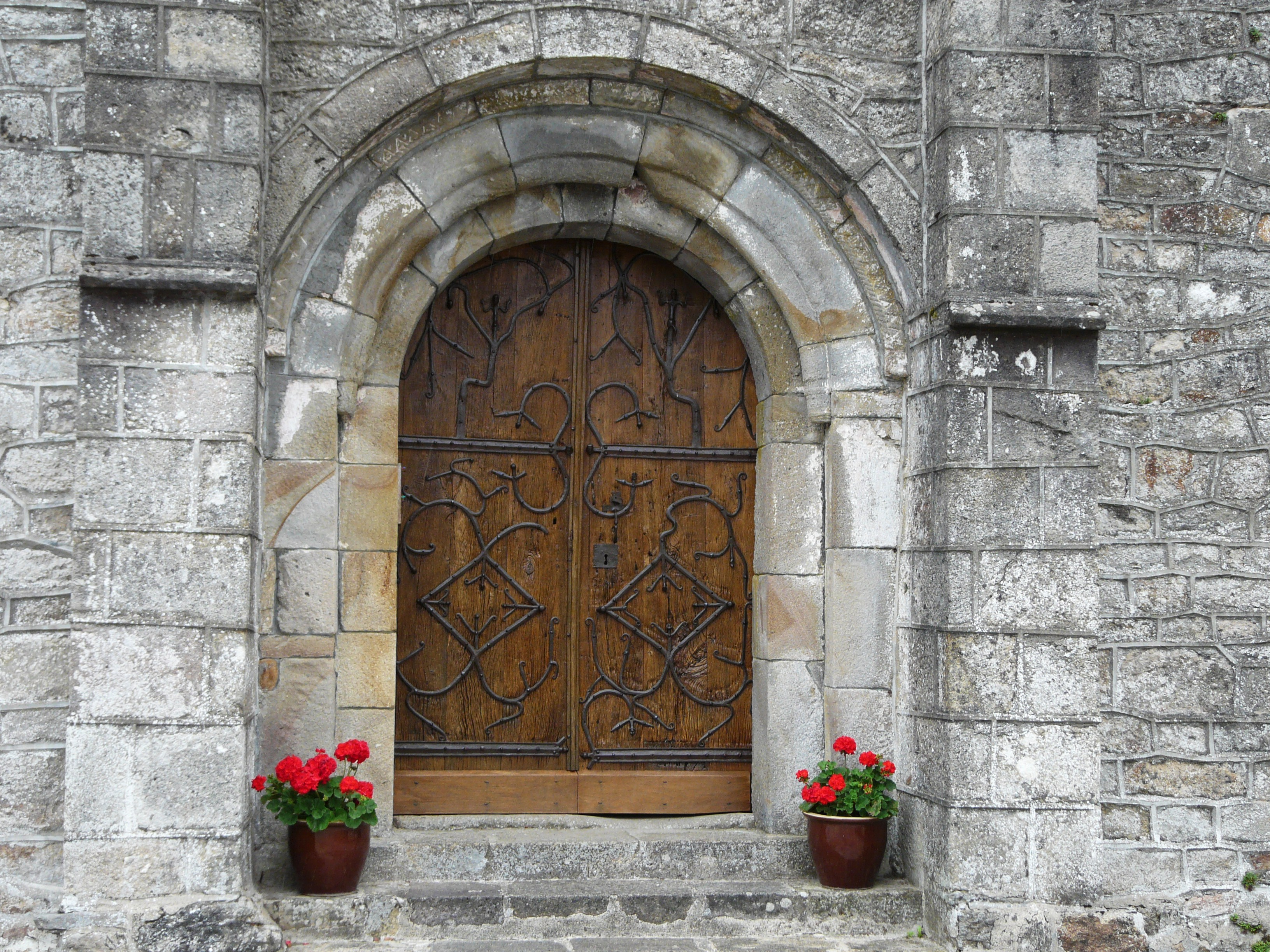
Portail.
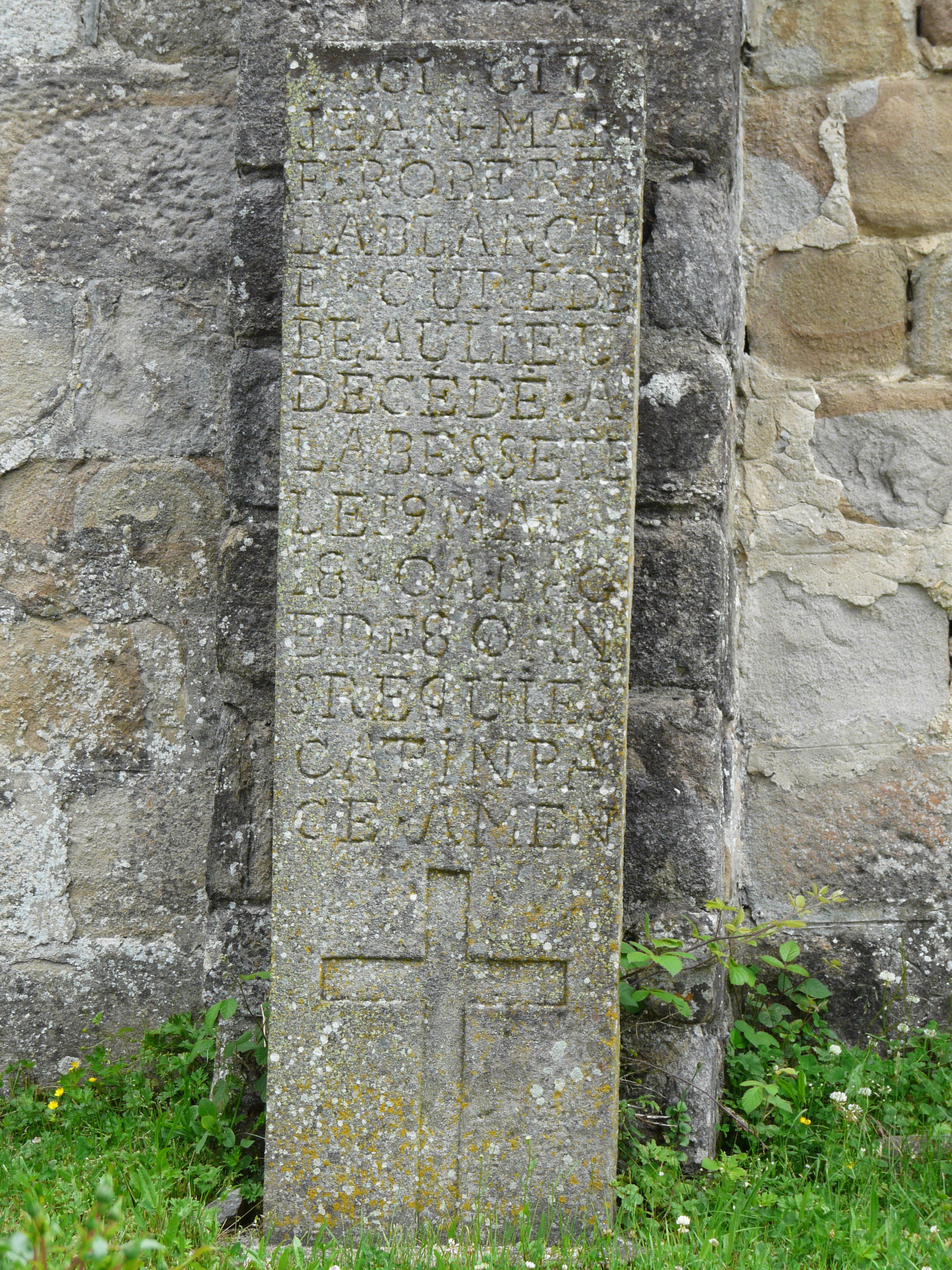
Tombe.
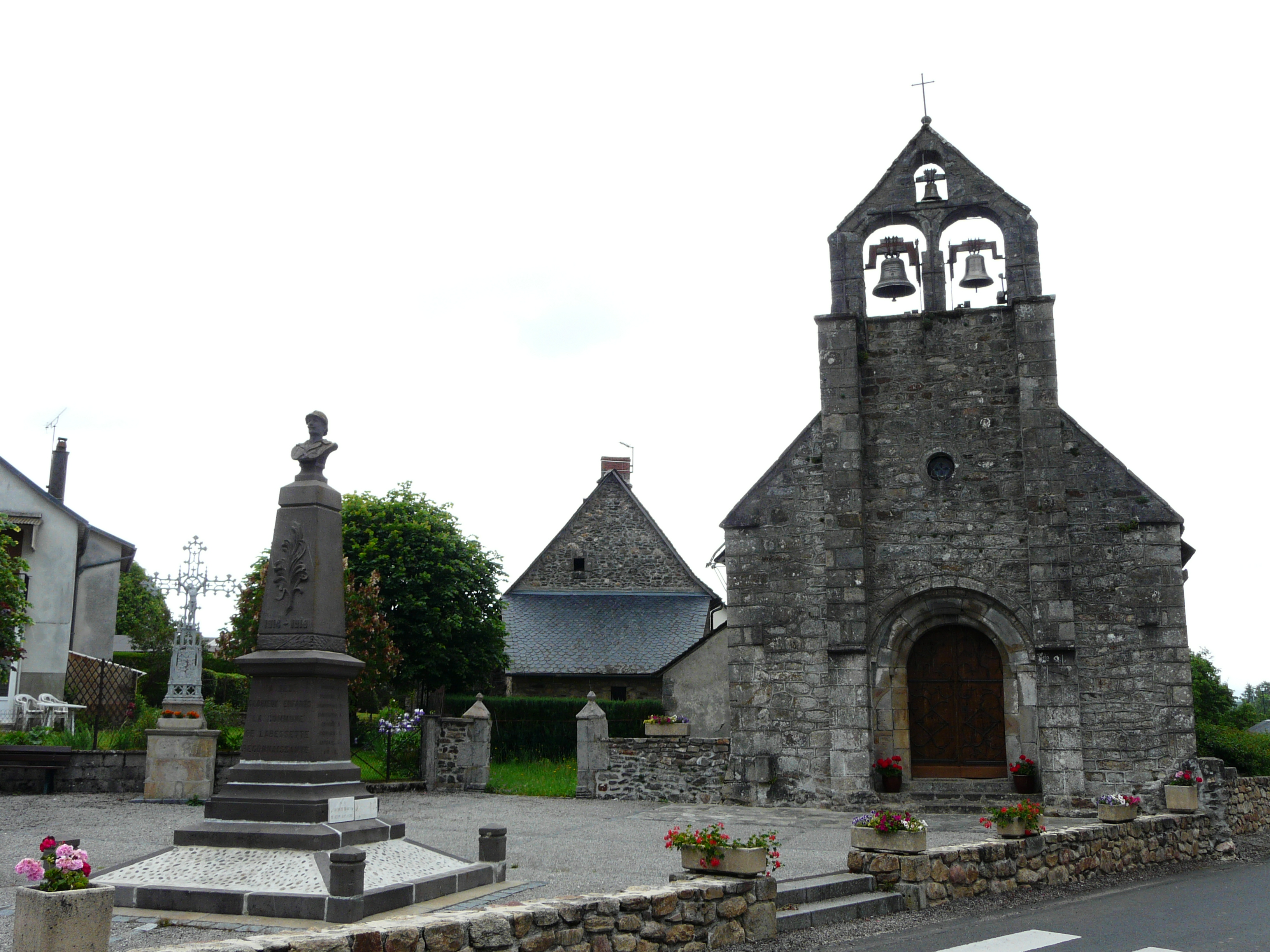
Place de l'église.